# Passiflora dalechampioides
Passiflora dalechampioides är en passionsblomsväxtart som beskrevs av Ellsworth Paine Killip. Passiflora dalechampioides ingår i släktet passionsblommor, och familjen passionsblomsväxter. Inga underarter finns listade i Catalogue of Life.